# Tee Pee Records
Tee Pee Records ist ein 1993 gegründetes Plattenlabel aus den USA, welches hauptsächlich Bands aus den Stilbereichen Stoner Doom und Psychedelic Rock unter Vertrag nimmt. Zu den bekanntesten Vertretern zählen High on Fire, Kadavar, The Atomic Bitchwax, Nebula und Sleep. Ansässig ist Tee Pee Records in New York City. Das Label erlangte Popularität, als es The Brian Jonestown Massacre unter Vertrag nahmen. Die Veröffentlichungen des Labels sind meist als Compact Disc und Schallplatte sowie als Download verfügbar. Hinzukommend werden über Tee Ree Records Skateboards designed und verkauft.
Das Label genießt bei Rezensenten und Fans des Stoner Doom und Psychedelic Rock einen guten Ruf.

„Bei Freunden zeitloser Rockmusik genießt das US-Label TEE PEE RECORDS seit jeher einen exzellenten Ruf, zeichnen sie sich doch ein ums andere Mal durch außerordentlich hochwertige Veröffentlichungen aus.“

## Künstler (Auswahl)
- Ancestors
- Annihilation Time
- Assemble Head in Sunburst Sound
- The Atomic Bitchwax
- Bad Wizard
- The Brian Jonestown Massacre
- Burning Love
- Carousel
- Coliseum
- Earthless
- Graveyard
- High on Fire
- Hopewell
- Imaad Wasif
- Jason Simon
- Joy
- Kadaver
- Karma to Burn
- Naam
- Nebula
- Night Horse
- The Mystick Krewe of Clearlight
- Priestess
- Quest for Fire
- Ruby the Hatchet
- The Skull
- Sleep
- Spirit Caravan
- Spindrift
- The Warlocks
- Whirr
- Witch